# Le Rosier miraculeux
Le Rosier miraculeux, llançat als Estats Units com a The Wonderful Rose-Tree i al Regne Unit com  The Magical Rose Tree, és un curtmetratge mut francès de 1904 dirigit per Georges Méliès.

## Trama
Segons la descripció del catàleg de Méliès:
| « | El brahman Iftikar, que gaudeix d'una gran reputació a l'Índia, ha decidit fer una creació que posarà el segell sobre el seu renom. Sembra unes llavors a la catifa, es postra, i en el curs de les seves invocacions, en menys d'un instant, germinen els grans. Un petit roser creix i produeix belles roses. Ajudat pel seu servent, el brahman fa d'ells un magnífic ram, que es transforma en una única rosa enorme. La flor estesa els seus pètals i del seu centre surt una dona jove i encantadora, a qui el brahman s'esforça per abraçar. Però ella se li escapa i balla una dansa serpentina fascinant. Ella desapareix i el roser reprèn el seu lloc. Iftikar destrueix el roser i es confessa conquerit perquè ha sabut crear però no conservar. | » |

## Estrena i redescobriment
Le Rosier miraculeux, anunciat com a basat en una llegenda de l'hinduisme, va ser llançat per la Star Film Company de Méliès i està numerat del 634 al 636 als seus catàlegs. Es va vendre tant en blanc i negre com, a un preu més elevat, en una versió colorida a mà. El catàleg de Méliès diu que la pel·lícula "va ser feta especialment per ser colorida. El seu encant i la seva delicada bellesa es veuen realçats molt materialment per la coloració intel·ligent i harmoniosa dels nostres artistes". La pel·lícula va ser registrada pels drets d'autor nord-americà a la Biblioteca del Congrés dels Estats Units l'11 d'octubre de 1904.
Es va suposar que la pel·lícula era pel·lícula perduda fins a la dècada de 2010, quan els realitzadors de documentals de Saving Brinton van identificar una única impressió en blanc i negre, danyada, però gairebé completa, en una col·lecció que havia pertangut a Frank Brinton, un showman ambulant nord-americà de l'època de Méliès. També es va trobar que la col·lecció Brinton contenia una altra pel·lícula de Méliès presumptament perduda, Bouquet d'illusions. Le Rosier miraculeux es va projectar, per primera vegada des del seu redescobriment, al Festival de Cinema Mut de Pordenone el 2017.